# Brakovci
Brakovci är en ort i Bosnien och Hercegovina.   Den ligger i entiteten Republika Srpska, i den östra delen av landet, 70 km öster om huvudstaden Sarajevo. Brakovci ligger 638 meter över havet och antalet invånare är 125.
Terrängen runt Brakovci är huvudsakligen kuperad, men åt sydväst är den bergig. Närmaste större samhälle är Srebrenica, 6,2 km öster om Brakovci. 
Omgivningarna runt Brakovci är en mosaik av jordbruksmark och naturlig växtlighet. Runt Brakovci är det ganska tätbefolkat, med 67 invånare per kvadratkilometer.